# Coppa Agostoni 1979
La Coppa Agostoni 1979, trentatreesima edizione della corsa, si svolse il 21 agosto 1979 su un percorso di 209 km. La vittoria fu appannaggio dell'italiano Giovanni Battaglin, che completò il percorso in 5h09'10", precedendo i connazionali Francesco Moser e Alfredo Chinetti.

## Ordine d'arrivo (Top 10)
| Pos. | Corridore                | Squadra             | Tempo    |
| ---- | ------------------------ | ------------------- | -------- |
| 1    | Giovanni Battaglin       | Inoxpran            | 5h09'10" |
| 2    | Francesco Moser          | Sanson-Luxor TV     | a 3'12"  |
| 3    | Alfredo Chinetti         | Scic-Bottecchia     | s.t.     |
| 4    | Giuseppe Saronni         | Scic-Bottecchia     | s.t.     |
| 5    | Palmiro Masciarelli      | Sanson-Luxor TV     | s.t.     |
| 6    | Gianbattista Baronchelli | Magniflex-Famcucine | s.t.     |
| 7    | Roger De Vlaeminck       | Gis Gelati          | s.t.     |
| 8    | José Luis Viejo          | Teka                | s.t.     |
| 9    | Leonardo Mazzantini      | Zonca-Santini       | s.t.     |
| 10   | Claudio Corti            | Zonca-Santini       | s.t.     |